# Provinciale weg 663
De provinciale weg 663 (N663) is een provinciale weg in de Nederlandse provincie Zeeland. De weg loopt op Walcheren en vormt een verbinding tussen de N57 ter hoogte van Middelburg en Zanddijk.
Het wegvak tussen Middelburg en Zanddijk is uitgevoerd als tweestrooks-gebiedsontsluitingsweg met een maximumsnelheid van 80 km/h. Binnen de gemeente Middelburg heet de weg Krooneveldweg en Veerseweg. In de gemeente Veere heet de weg Veerseweg.
De provincie Zeeland is verantwoordelijk voor het beheer van het wegvak tussen Zanddijk en Middelburg. Binnen de bebouwde kom van Middelburg is de gemeente Middelburg verantwoordelijk voor het wegbeheer.
Het gedeelte tussen Vrouwenpolder en Zanddijk was tot augustus 2006 ook onderdeel van de N663. Dit gedeelte wordt sindsdien beheerd door het waterschap Zeeuwse Eilanden.
N62 · N69 · N251 · N252 · N253 · N254 · N255 · N256/A256 · N257 · N258 · N260 · N261 · N262 · N263 · N264 · N266 · N267 · N268 · N269 · N270/A270 · N271 · N272 · N273 · N274 · N275 · N276 · N277 · N278 · N279 · N280 · N281 · N282 · N283 · N284 · N285 · N286 · N287 · N288 · N289 · N290 · N291 · N292 · N293 · N294 · N295 · N296 · N296n · N297 · N298 · N300 · N321 · N322 · N324 · N329 · N389 · N394 · N395 · N396 · N397

N556 · N562 · N564 · N570 · N572 · N590 · N595 · N598 · N601 · N602 · N605 · N607 · N612 · N613 · N615 · N616 · N617 · N618 · N620 · N622 · N625 · N629 · N631 · N632 · N637 · N638 · N639 · N640 · N641 · N651 · N652 · N653 · N654 · N655 · N656 · N658 · N659 · N660 · N661 · N662 · N663 · N664 · N665 · N666 · N667 · N668 · N669 · N670 · N671 · N673 · N674 · N675 · N676 · N682 · N683 · N686 · N689 · N690 · N831 · N843

Voormalige provinciale wegen: N299 · N551 · N552 · N553 · N554 · N555 · N560 · N561 · N563 · N565 · N566 · N567 · N568 · N571 · N574 · N580 · N581 · N582 · N583 · N584 · N585 · N586 · N587 · N588 · N589 · N591 · N592 · N593 · N594 · N596 · N597 · N603 · N604 · N606 · N608 · N610 · N611 · N614 · N619 · N621 · N623 · N624 · N626 · N628 · N630 · N634 · N642 · N657